# Toque (Einheit)
Toque war ein burmesisches Gewichtsmaß für Gold- und Silberwaren. Das Maß galt in der Provinz Pegu, in der auch die gleichbenannte Münze als Scheidemünze von Bedeutung war. 
Es darf nicht mit dem wesentlich schwereren Touque als Gewichtsmaß verwechselt werden.

## Gewicht
Die Maßbezeichnung kann man als Hundertteile übersetzen.
- 1 Toque = 24/25 Gramm = 0,96 Gramm
- 16 Toques = 1 Tical

96 Toques Feingehalt entsprachen bei Gold 23 Karat 0,48 Grän und bei Silber 15 Lot 6,48 Grän.

## Münze
In der Provinz Pegu gab es auch die gleichbenannte Münze als Scheidemünze. Eine Toque teilte man in 2 Ganzas.